# قاسم‌آباد بزرگ (ساوجبلاغ)
روستای قاسم‌آباد بزرگ از توابع بخش مرکزی شهرستان ساوجبلاغ است.

## توضیحات
به دلیل آب‌های زیرزمینی فراوان و خاک مرغوب، کشاورزی در این روستا رونق فراوانی دارد و محصولات و میوه‌های بسیاری از قبیل هلو، شلیل و آلو شابلون در آن تولید می‌شود زراعت گندم و جو و ذرت نیز در آن بسیار دیده می‌شود اما با احداث شهرک صنعتی و کارخانه‌های بزرگ در حومه این روستا، برخی اهالی کم‌کم از حرفه کشاورزی فاصله گرفتند و به کار در واحدهای صنعتی مشغول شدند. دامداری نیز در این روستا از رونق خوبی برخوردار است اما بیشتر آن بصورت نیمه حرفه ای فعالیت دارند. این روستا به جهت نزدیکی به شهر هشتگرد بسیار مهاجرپذیر می‌باشد. تپه قاسم‌آباد بزرگ این روستا در سازمان میراث فرهنگی ثبت شده است.